# Ivan Zaytsev
Ivan Zaytsev (in russo Иван Вячеславович Зайцев?, Ivan Vjačeslavovič Zajcev; Spoleto, 2 ottobre 1988) è un pallavolista italiano, schiacciatore del Cuneo.

## Biografia

Un Ivan Zaytsev bambino (a destra) durante un allenamento del padre Vjačeslav con il Città di Castello nella stagione 1991-92

Figlio del pallavolista sovietico campione olimpico Vjačeslav Zajcev e della nuotatrice Irina Pozdnjakova, Ivan Zaytsev, soprannominato lo "Zar", durante la sua infanzia, per seguire l'attività sportiva del padre, si sposta con la sua famiglia in diverse parti d'Europa. Inizia a praticare la pallavolo a 7 anni a San Pietroburgo, trasferendosi poi per un anno a Belgorod. Nel 1998, all'età di dieci anni, si trasferisce in Italia insieme alla famiglia.
Il 12 maggio 2008, dopo dieci anni di residenza ininterrotta in Italia, presta giuramento per ottenere la cittadinanza italiana.
Il 18 marzo 2013 sposa Ashling Sirocchi, con la quale ha avuto tre figli: Alessandro "Sasha", nato il 31 ottobre 2014, Sienna, nata il 4 gennaio 2018, e Nausicaa nata il 3 ottobre 2019.
A novembre 2016, partecipa con la moglie alla campagna promozionale per la raccolta benefica promossa dalla Fondazione Banco Alimentare.
Mia è il titolo del suo primo libro-intervista a carattere autobiografico, concesso all'editorialista ed ex giocatore di rugby Marco Pastonesi, edito da Rizzoli nel 2017.

## Caratteristiche tecniche
All'inizio della sua carriera gioca come palleggiatore; nel 2008 cambia il proprio ruolo in quello di schiacciatore, a cui affianca, a partire dal 2012, quello di opposto.

## Carriera

### Club

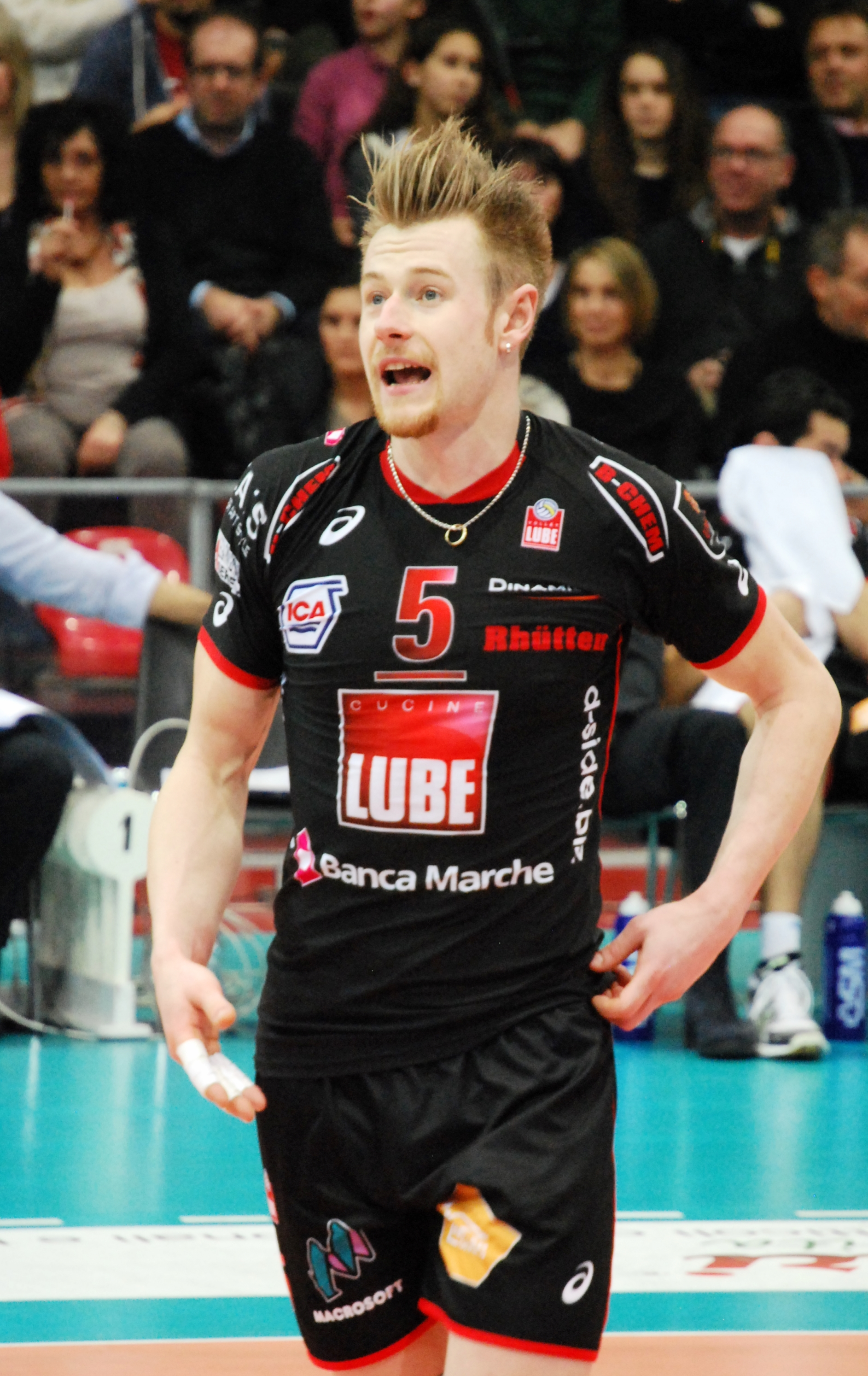
Ivan Zaytsev alla Lube nel 2014

Nel 2001 inizia a giocare, nelle giovanili del Perugia, per poi entrare a far parte della prima squadra, in Serie A1, nella stagione 2004-05.
Nella stagione 2006-07 passa alla M. Roma, mentre la stagione successiva viene ceduto alla Top Volley Latina.
Nell'annata 2008-09 ritorna alla squadra di Roma, retrocessa intanto in Serie A2, con la quale vince nella stagione 2009-10 la coppa Italia di categoria, venendo premiato anche come MVP, ed ottiene la promozione nel massimo campionato italiano.
Nella stagione 2012-13 viene ingaggiato dalla Lube, dove resta per due annate, con la quale vince la Supercoppa italiana, ricevendo anche il premio di miglior giocatore e lo scudetto nella stagione 2013-14.
Per il campionato 2014-15 si trasferisce in Russia, nella Dinamo Mosca, militante nella Superliga, con cui si aggiudica la Coppa CEV. Dopo due annate in Russia, nell'aprile 2016 approda in Qatar per partecipare alla Coppa dell'Emiro con l'Al-Arabi, aggiudicandosi il torneo e venendo premiato come miglior giocatore.
Rientra in Italia per il campionato 2016-17, questa volta con la maglia della Sir Safety Perugia, in Superlega, dove resta per due annate, nelle quali gioca come schiacciatore, e con cui vince la Supercoppa italiana 2017, la Coppa Italia 2017-18 e lo scudetto 2017-18. Nella stagione 2018-19 si accasa al Modena, sempre nella massima divisione italiana, aggiudicandosi la Supercoppa italiana: dopo un biennio con gli emiliani, nell'annata 2020-21 passa in prestito al club russo Kuzbass, in Superliga.
Per il campionato 2021-22 torna in Superlega, vestendo nuovamente la maglia della Lube, vincendo il suo terzo scudetto, per poi proseguire nella stessa categoria, dalla stagione 2024-25, con il Milano: nel mese di dicembre, scaduto il contratto con la squadra lombarda, conclude l'annata in Turchia, al Galatasaray, in Efeler Ligi. Rientra in Italia per il campionato 2025-26 con il Cuneo, neopromosso in Superlega.

### Nazionale

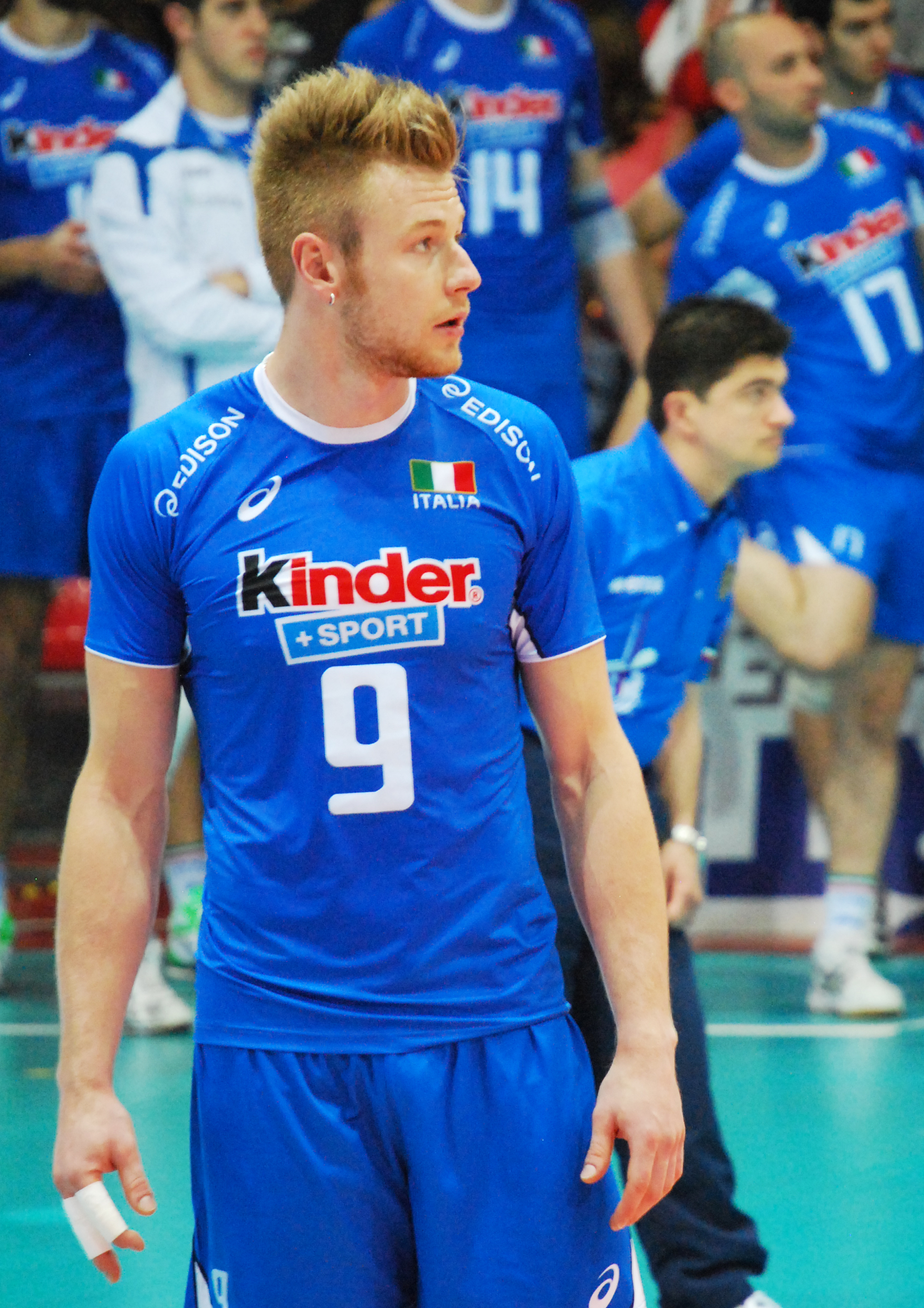
Ivan Zaytsev in nazionale nel 2013

Dopo aver acquisito la cittadinanza italiana nel 2008 viene convocato in nazionale, con la quale vince l'oro ai XVI Giochi del Mediterraneo. Nel 2011, con la nazionale, vince l'argento al campionato europeo, mentre nel 2012 conquista la medaglia di bronzo ai Giochi della XXX Olimpiade di Londra.
Nel 2013, vince la medaglia di bronzo alla World League, bissata anche nell'edizione 2014, e alla Grand Champions Cup e quella d'argento al campionato europeo.
Nel 2015 vince la medaglia d'argento alla Coppa del Mondo e quella di bronzo al campionato europeo, mentre l'anno successivo conquista l'argento ai Giochi della XXXI Olimpiade di Rio de Janeiro.

## Palmarès

### Club
- Campionato italiano: 3

2013-14, 2017-18, 2021-22
- Coppa Italia: 1

2017-18
- Supercoppa italiana: 3

2012, 2017, 2018
- Coppa Italia di Serie A2: 1

2009-10
- Coppa dell'Emiro: 1

2016
- Coppa CEV: 1

2014-15

### Nazionale (competizioni minori)
- Giochi del Mediterraneo 2009
- Memorial Hubert Wagner 2011

### Premi individuali
- 2010 - Coppa Italia di Serie A2: MVP
- 2012 - Serie A1: Miglior realizzatore
- 2012 - Serie A1: Miglior attaccante[21]
- 2012 - Supercoppa italiana: MVP
- 2013 - World League: Miglior schiacciatore
- 2013 - Campionato europeo: Miglior servizio
- 2014 - Serie A1: Miglior attaccante[22]
- 2015 - Coppa del Mondo: Miglior opposto
- 2015 - Campionato europeo: Miglior opposto
- 2016 - Coppa dell'Emiro: MVP
- 2017 - Champions League: Miglior schiacciatore

## Media
Nell'ambito della campagna promozionale avviata dal Ministero della Salute in tema di vaccini, ha figurato nello spot televisivo Facciamo squadra per la nostra salute, oggetto delle critiche da parte del Movimento no-vax.
A dicembre 2018, ha doppiato in italiano il robot Bumblebee nel film omonimo della saga di Transformers.

## Opere
- Ivan Zaytsev, Marco Pastonesi, Mia: Come sono diventato lo Zar fra pallavolo e beach volley, amore e guerre, Milano, Rizzoli, 2017, ISBN 978-88-17-09376-7.